# Яхайкино
Яха́йкино (чув. Яхайкă) — поселок в Шумерлинском районе Чувашской республики. До 2021 года входил в состав Егоркинского сельского поселения до его упразднения.

## География
Находится в западной части Чувашии на расстоянии приблизительно 12 км на север по прямой от районного центра города Шумерля.

## История
Основан в 1929—1930 годах единоличниками деревни Егоркино, не захотевшими вступить в колхоз. Название дано по прозвищу вожака переселенцев Ильмента Ивана Михайловича. Ирония судьбы в том, что в 1932 году он стал первым председателем колхоза «Чапаев», организованного здесь в 1932 году. В 1951 году колхоз «Чапаев» объединился с колхозом «Большевик» деревни Егоркино.

## Население
Население составляло 3 человек (чуваши 100 %) в 2002 году, 4 в 2010.